# Mesokalliapseudes brasiliensis
Mesokalliapseudes brasiliensis is een naaldkreeftjessoort uit de familie van de Kalliapseudidae. De wetenschappelijke naam van de soort is voor het eerst geldig gepubliceerd in 1986 door Bacescu.